# Albert Zimmermann (Philosophiehistoriker)
Albert Zimmermann (* 5. Juni 1928 in Bergheim; † 14. Dezember 2017) war ein deutscher Philosophiehistoriker.

## Leben
Albert Zimmermann studierte in Köln für das Lehramt am Gymnasium in den Fächern Philosophie, Mathematik und Physik. Bis 1957 war er in Köln als Studienassessor tätig und wurde bei Josef Koch über den mittelalterlichen Philosophen Siger von Brabant promoviert. 1961 habilitierte er sich nach Studien in Cambridge, Oxford und Paris mit der Schrift „Ontologie oder Metaphysik. Die Diskussion über den Gegenstand der Metaphysik im 13. und 14. Jahrhundert“. 1964 wurde er Wissenschaftlicher Rat und Professor in Köln. 1966 nahm er den Ruf auf eine Professur in Siegen an.
Albert Zimmermann erhielt 1967 einen Ruf auf die Professur für Philosophie des Mittelalters an der Universität zu Köln und war von 1967 bis 1993 Direktor des Thomas-Instituts der Universität zu Köln und Ordinarius für Philosophie des Mittelalters am Philosophischen Seminar. Von 1977 bis 1979 war er Dekan der Philosophischen Fakultät. 1993 wurde er emeritiert.
1978 wurde er zudem Direktor der „Averrois opera“ der Union Académique International (UAI) und Leiter der Averroes Latinus-Arbeitsstelle der Nordrhein-Westfälischen Akademie der Wissenschaften. Zimmermann war von 1992 bis 1997 Präsident der Société Internationale pour l’Étude de la Philosophie Médiévale (SIEPM). Seit 1999 war er Mitglied der Päpstlichen Akademie des hl. Thomas von Aquin.
Hauptlehr- und Forschungswirken waren die Naturphilosophie und die Metaphysik des 13. und 14. Jahrhunderts. Für seine wissenschaftliche Auseinandersetzung mit der Philosophie des Thomas von Aquin wurde er mehrfach ausgezeichnet.
Albert Zimmermann engagierte sich für zahlreiche Sozialprojekte im Heiligen Land. 1984 wurde er von Kardinal-Großmeister Maximilien de Fürstenberg zum Ritter des Ritterordens vom Heiligen Grab zu Jerusalem ernannt und am 19. Mai 1984 im Würzburger Dom durch Franz Hengsbach, Großprior der deutschen Statthalterei, in den Päpstlichen Laienorden investiert. Er war Mitglied im Deutschen Verein vom Heiligen Lande.

## Ehrungen und Auszeichnungen
- Ritter vom Heiligen Grab (1984)
- Komtur des Orden des heiligen Gregor des Großen (1993)

## Veröffentlichungen (Auswahl)
- als Hrsg. mit Ingrid Craemer-Ruegenberg und Gudrun Vuillemin-Diem: Orientalische Kultur und europäisches Mittelalter. Berlin / New York 1985 (= Miscellanea Mediaevalia. Band 17).